# Saint-Georges-de-Windsor
Saint-Georges-de-Windsor är en kommun i provinsen Québec i Kanada. Den ligger i regionen Estrie, i den sydöstra delen av landet, 300 km öster om huvudstaden Ottawa.